# Distretto di Scheibbs
Scheibbs è un distretto amministrativo austriaco dello stato della Bassa Austria.

## Geografia antropica
Il distretto si suddivide in 18 comuni, di cui 2 con status di città e 9 con diritto di mercato. Ogni comune ha scritto sotto i propri comuni catastali (Katastralgemeinden), corrispettivi grossomodo alle frazioni.

### Città
- Scheibbs
  - Brandstatt, Fürteben, Fürteben, Ginning, Ginselberg, Heuberg, Hochbruck, Lueggraben, Miesenbach, Neubruck, Neustift, Saffen, Scheibbs, Scheibbsbach, Schöllgraben
- Wieselburg

### Comuni mercato
- Gaming
  - Altenreith, Brettl, Gaming, Gamingrotte, Hofrotte, Holzhüttenboden, Kienberg, Lackenhof, Langau, Maierhöfen, Mitterau, Nestelberg, Neuhaus, Pockau, Polzberg, Rothwald, Steinwand, Taschelbach, Trübenbach, Zürner
- Göstling an der Ybbs
  - Eisenwiesen, Göstling an der Ybbs, Großegg, Hochreit, Königsberg, Lassing, Mendling, Oberkogelsbach, Pernegg, Steinbachmauer, Stixenlehen, Strohmarkt, Ybbssteinbach
- Gresten
  - Gresten, Ybbsbachamt
- Lunz am See
- Oberndorf an der Melk
  - Altenmarkt, Bach, Baumbach, Diendorf, Dörfl, Dürrockert, Eck, Edlach, Ganz, Gries, Grub, Gstetten, Hameth, Hasenberg, Holzwies, Koppendorf, Lehen, Lingheim, Listberg, Maierhof, Melk, Oberdörfl, Oberhub, Oberndorf an der Melk, Oberschweinz, Ofenbach, Perwarth, Pfoisau, Pledichen, Reitl, Rinn, Schachau, Scheibenbach, Scheibenberg, Steg, Straß, Strauchen, Sulzbach, Unterdörfl, Unterhub, Unterschweinz, Waasen, Weg, Weissee, Wiedenhof, Wies, Wildengraben, Wildenmaierhof, Zehethof, Zehethof, Zimmerau
- Purgstall an der Erlauf
  - Ameishaufen, Edelbach bei Purgstall, Erb, Feichsen, Föhrenhain, Gaisberg, Galtbrunn, Gimpering, Haag, Harmersdorf, Heidegrund, Hochrieß, Höfl, Koth, Kroißenberg, Mayerhof, Nottendorf, Öd bei Purgstall, Petzelsdorf, Pögling, Purgstall, Reichersau, Rogatsboden, Schauboden, Sölling, Söllingerwald, Stock, Unternberg, Weigstatt, Weinberg, Zehnbach
- Randegg
  - Franzenreith, Graben, Hinterleiten, Hochkoglberg, Mitterberg, Perwarth, Puchberg bei Randegg, Randegg, Schliefau, Steinholz
- Steinakirchen am Forst
  - Altenhof, Amesbach, Brandstatt, Dürnbach, Edelbach, Edla, Ernegg, Felberach, Götzwang, Haberg, Hausberg, Kerschenberg, Kleinreith, Knolling, Lonitzberg, Lonitzberg, Oberstampfing, Ochsenbach, Oed bei Ernegg, Oedt, Reith bei Weinberg, Schollödt, Schönegg, Steinakirchen am Forst, Straß, Stritzling, Unterstampfing, Windpassing, Zehetgrub, Zehethof
- Wang
  - Berg, Ewixen, Griesperwarth, Grieswang, Höfling, Hofweid, Kaisitzberg, Lehmgstetten, Mitterberg, Nebetenberg, Pyhrafeld, Pyhrafeld, Reidlingberg, Reidlingdorf, Reitering, Schlott, Straß, Thurhofwang, Wang

### Comuni
- Gresten-Land
  - Oberamt, Obergut, Schadneramt, Unteramt
- Puchenstuben
  - Am Sulzbichl, Bergrotte, Brandeben, Brandgegend, Buchberg, Gösing an der Mariazellerbahn, Laubenbach, Puchenstuben, Schaflahn, Sulzbichl, Waldgegend
- Reinsberg
  - Buchberg, Kerschenberg, Reinsberg, Robitzboden, Schaitten
- Sankt Anton an der Jeßnitz
  - Anger, Gabel, Gärtenberg, Gnadenberg, Grafenmühl, Gruft, Hochreith, Hollenstein, Kreuztanne, St. Anton an der Jeßnitz, Wohlfahrtsschlag
- Sankt Georgen an der Leys
  - Ahornleiten, Bach, Bichl, Dachsberg, Forsthub, Gries, Kandelsberg, Kreuzfeld, Kröll, Maierhof, Mitteröd, Oedwies, Ramsau, Schießer, St. Georgen an der Leys, Wiesmühl, Windhag, Zwickelsberg
- Wieselburg-Land
  - Bauxberg, Berging, Bodensdorf, Brandstetten, Breitenschollen, Brunning, Dürnbach, Forst am Berg, Furth, Galtbrunn, Großa, Grub, Gumprechtsfelden, Haag, Hart, Holzhäuseln, Hörmannsberg, Kaswinkel, Köchling, Kratzenberg, Krügling, Leimstetten, Marbach an der Kleinen Erlauf, Moos, Mühling, Neumühl, Oed am Seichten Graben, Oed beim Roten Kreuz, Pellendorf, Plaika, Schadendorf, Sill, Ströblitz, Unteretzerstetten, Wechling, Weinzierl
- Wolfpassing
  - Buch, Dörfl, Etzerstetten, Figelsberg, Fischerberg, Hofa, Keppelberg, Klein-Erlauf, Krottenthal, Linden, Loisingm, Stetten, Thorwarting, Thurhofglasen, Wolfpassing, Zarnsdorf